# Midlake
Midlake – amerykańska grupa rockowa, pochodząca z Denton w stanie Teksas.

## Historia
Grupa została założona w 1999 przez studentów jazzu Uniwersytetu Północnego Teksasu w Denton. Początkowo tworzyli ją Tim Smith (śpiew, gitary, instrumenty klawiszowe), McKenzie Smith (perkusja), Paul Alexander (gitara basowa), Eric Nichelson (gitara) i Evan Jacobs (instrumenty klawiszowe). Pierwsze utwory zespołu były silnie inspirowane muzyką Herbie'go Hancocka. Później brzmienie zespołu zbliżało się coraz bardziej do indie rocka, a utwory pisane przez Tima Smitha inspirowane były w większym stopniu muzyką Jethro Tull, Radiohead, Björk i Grandaddy.
Grupę opuścił Evan Jacobs, zamiast niego na instrumentach klawiszowych zaczął grać Eric Nichelson, natomiast nowy członek zespołu, Jason Upshaw, grał na gitarze. Krótko przed nagraniem debiutanckiej epki zespołu, Milkmaid Grand Army, miejsce Upshawa zajął Eric Pulido i w ten sposób ukonstytuował się obecny skład grupy.
Debiutancki album zespołu z 2004, zatytułowany Bamnan and Slivercork, został nagrany w Denton, później materiał został poddany masteringowi w Abbey Road Studios w Londynie. Muzyka z tej płyty spodobała się Jasonowi Lee, który wyreżyserował i wyprodukował video do jednej z piosenek (Balloon Maker) i w dalszym ciągu wspiera i promuje grupę.
Kolejne albumy zespołu to The Trials of Van Occupanther (2006) i The Courage of Others (2010).
W listopadzie 2010 roku grupa wystąpi w Polsce w ramach festiwalu Ars Cameralis.

## Dyskografia

### Albumy
- Bamnan and Slivercork (2004)
- The Trials of Van Occupanther (2006)
- The Courage of Others (2010)
- Antiphon (2013)

### Epkii single
- Milkmaid Grand Army (EP) (2001)
- Balloon Maker (EP) (2005)
- Oak & Julian (iTunes-only EP) (2007)
- Acts Of Man (12" single) (2009)